# Großschuppiger Laternenfisch
Der Großschuppige Laternenfisch (Neoscopelus macrolepidotus) ist ein Tiefseefisch, der weit verbreitet in tropischen und gemäßigten Bereichen des Atlantiks und  Pazifiks vorkommt. Den Indischen Ozean erreicht er nur an der Küste Natals (Südafrika) und im östlichen Bereich der Großen Australischen Bucht. Er kommt auch an der Atlantikküste Europas vor, fehlt aber im Mittelmeer. Im gesamten Verbreitungsgebiet ist er ziemlich häufig.

## Merkmale
Der Großschuppige Laternenfisch wird 25 cm lang. Er hat einen zugespitzten, oben leicht konkaven Kopf mit großen Augen, tiefer, endständiger Maulspalte – die aber nur leicht bis hinter den hinteren Augenrand reicht – und einen kurzen, gedrungenen Körper, der seitlich abgeflacht ist. Eine Fettflosse ist vorhanden. Die Fische sind an den Seiten von Kopf und Körper dunkelrot gefärbt mit bläulichem Schimmer, die Bauchseite ist silbrig-weiß, die Flossen rosa. Die Zähne sind klein. Die Schuppen sind groß und blattartig. Leuchtorgane, die ein violettes Licht ausstrahlen, befinden sich an den Bauchseiten und an der Bauchmittellinie. Die Leuchtorgane sitzen dort in kleinen Poren vor jeder Schuppe.
- Flossenformel: Dorsale 12–13, Anale 12 (11–13), Pectorale 18–19.
- Kiemenreusenstrahlen: 2 + 1 + (7) 8, insgesamt (10) 11 (12).

## Lebensweise
Der Großschuppige Laternenfisch lebt ozeanisch und benthopelagisch (im Freiwasser nah über dem Meeresboden) über Kontinentalhängen und Inselsockeln in Tiefen von 300 bis 1180 Metern. Es gibt keine Hinweise, dass er zur Nahrungssuche Vertikalwanderungen unternimmt. Über die Ernährung ist nichts bekannt, ebenso unbekannt sind Eier, Larven und Jungfischstadien.